# Copa Centroamericana 2011
Die Copa Centroamericana 2011 (englisch: Central American Cup 2011) war die 11. Auflage des Fußballwettbewerbs für zentralamerikanische Nationalmannschaften der Unión Centroamericana de Fútbol, des Zentralamerikanischen Fußballverbandes. Das Turnier, welches erstmals nicht mehr unter dem Titel „UNCAF Nations Cup“ ausgetragen wurde, fand im Januar 2011 in Panama statt.
Honduras bezwang Costa Rica mit 2:1 im Finale und wurde somit zum dritten Mal Zentralamerikameister. Neben den Finalisten qualifizierten sich auch Panama, El Salvador und Guatemala für den CONCACAF Gold Cup 2011.

## Teilnehmer
Teilnehmer an der Copa Centroamericana 2011 waren die sieben Mitglieder des zentralamerikanischen Fußballverbandes.
- Belize
- Costa Rica
- El Salvador
- Guatemala
- Honduras
- Nicaragua
- Panama

## Austragungsorte
Alle Spiele werden im Estadio Rommel Fernández in Panama-Stadt ausgetragen. Das Stadion, welches dem Fußballverband Panamas gehört, fasst 32.000 Zuschauer.

## Vorrunde

### Gruppe A
| Pl. | Verein      | Sp. | S | U | N | Tore    | Diff. | Punkte |
| --- | ----------- | --- | - | - | - | ------- | ----- | ------ |
| 1.  | Panama      | 3   | 3 | 0 | 0 | 006:000 | +6    | 09     |
| 2.  | El Salvador | 3   | 2 | 0 | 1 | 007:400 | +3    | 06     |
| 3.  | Nicaragua   | 3   | 0 | 1 | 2 | 001:500 | −4    | 01     |
| 4.  | Belize      | 3   | 0 | 1 | 2 | 003:800 | −5    | 01     |

| 14. Januar 2011 | El Salvador         | 2:0    | Nicaragua | Estadio Rommel Fernández, Panama-Stadt Zuschauer: 2.000 Schiedsrichter: Wálter Quesada (Costa Rica) |
| 14. Januar 2011 | Alas 70′ Burgos 75′ | Report |           | Estadio Rommel Fernández, Panama-Stadt Zuschauer: 2.000 Schiedsrichter: Wálter Quesada (Costa Rica) |

| 14. Januar 2011 | Panama                | 2:0    | Belize | Estadio Rommel Fernández, Panama-Stadt Zuschauer: 10.000 Schiedsrichter: José Pineda (Honduras) |
| 14. Januar 2011 | Aguilar 22′ Brown 28′ | Report |        | Estadio Rommel Fernández, Panama-Stadt Zuschauer: 10.000 Schiedsrichter: José Pineda (Honduras) |

| 16. Januar 2011 | Belize                                 | 2:5    | El Salvador                                           | Estadio Rommel Fernández, Panama-Stadt Zuschauer: 1.500 Schiedsrichter: Ricardo Cerdas (Costa Rica) |
| 16. Januar 2011 | Smith 45+1′ (Strafstoß) O. Jiménez 76′ | Report | Romero 15′ Burgos 24′ Burgos 46′ Alas 54′ Umanzor 59′ | Estadio Rommel Fernández, Panama-Stadt Zuschauer: 1.500 Schiedsrichter: Ricardo Cerdas (Costa Rica) |

| 16. Januar 2011 | Panama                  | 2:0    | Nicaragua | Estadio Rommel Fernández, Panama-Stadt Zuschauer: 6.000 Schiedsrichter: Walter López (Guatemala) |
| 16. Januar 2011 | Cooper 15′ Rentería 80′ | Report |           | Estadio Rommel Fernández, Panama-Stadt Zuschauer: 6.000 Schiedsrichter: Walter López (Guatemala) |

| 18. Januar 2011 | Nicaragua                | 1:1    | Belize         | Panama-Stadt, Panama Zuschauer: 20.000 Schiedsrichter: Marcos Brea (Kuba) |
| 18. Januar 2011 | Espinoza 10′ (Strafstoß) | Report | D. Jiménez 81′ | Panama-Stadt, Panama Zuschauer: 20.000 Schiedsrichter: Marcos Brea (Kuba) |

| 18. Januar 2011 | Panama                 | 2:0    | El Salvador | Estadio Rommel Fernández, Panama-Stadt Zuschauer: 20.000 Schiedsrichter: Roberto García Orozco (Mexico) |
| 18. Januar 2011 | Aguilar 25′ Cooper 79′ | Report |             | Estadio Rommel Fernández, Panama-Stadt Zuschauer: 20.000 Schiedsrichter: Roberto García Orozco (Mexico) |

### Gruppe B
| Pl. | Verein     | Sp. | S | U | N | Tore    | Diff. | Punkte |
| --- | ---------- | --- | - | - | - | ------- | ----- | ------ |
| 1.  | Honduras   | 2   | 1 | 1 | 0 | 004:200 | +2    | 04     |
| 2.  | Costa Rica | 2   | 1 | 1 | 0 | 003:100 | +2    | 04     |
| 3.  | Guatemala  | 2   | 0 | 0 | 2 | 001:500 | −4    | 0      |

| 14. Januar 2011 | Costa Rica   | 1:1    | Honduras       | Estadio Rommel Fernández, Panama-Stadt Zuschauer: 6.000 Schiedsrichter: Roberto García Orozco (Mexico) |
| 14. Januar 2011 | V. Núñez 42′ | Report | R. Núñez 90+1′ | Estadio Rommel Fernández, Panama-Stadt Zuschauer: 6.000 Schiedsrichter: Roberto García Orozco (Mexico) |

| 16. Januar 2011 | Guatemala | 0:2    | Costa Rica          | Estadio Rommel Fernández, Panama-Stadt Zuschauer: 2.000 Schiedsrichter: Roberto Moreno (Panama) |
| 16. Januar 2011 |           | Report | Ureña 47′ Ureña 82′ | Estadio Rommel Fernández, Panama-Stadt Zuschauer: 2.000 Schiedsrichter: Roberto Moreno (Panama) |

| 18. Januar 2011 | Honduras                        | 3:1    | Guatemala   | Estadio Rommel Fernández, Panama-Stadt Zuschauer: 500 Schiedsrichter: Joel Aguilar (El Salvador) |
| 18. Januar 2011 | Núñez 13′ Claros 42′ Claros 89′ | Report | Ramírez 24′ | Estadio Rommel Fernández, Panama-Stadt Zuschauer: 500 Schiedsrichter: Joel Aguilar (El Salvador) |

## Finalrunde

### Spiel um Platz 5
| 21. Januar 2011 | Nicaragua     | 1:2    | Guatemala              | Estadio Rommel Fernández, Panama-Stadt Zuschauer: 5.000 Schiedsrichter: Roberto García Orozco (Mexico) |
| 21. Januar 2011 | Rodríguez 23′ | Report | G. Ruiz 45+1′ León 66′ | Estadio Rommel Fernández, Panama-Stadt Zuschauer: 5.000 Schiedsrichter: Roberto García Orozco (Mexico) |

### Halbfinale
| 21. Januar 2011 | Honduras                 | 2:0    | El Salvador | Estadio Rommel Fernández, Panama-Stadt Zuschauer: 5.000 Schiedsrichter: Wálter Quesada (Costa Rica) |
| 21. Januar 2011 | Leverón 77′ Chávez 90+3′ | Report |             | Estadio Rommel Fernández, Panama-Stadt Zuschauer: 5.000 Schiedsrichter: Wálter Quesada (Costa Rica) |

| 21. Januar 2011 | Panama    | 1:1    | Costa Rica | Estadio Rommel Fernández, Panama-Stadt Zuschauer: 10.000 Schiedsrichter: Joel Aguilar (El Salvador) |
| 21. Januar 2011 | Pérez 75′ | Report | Borges 67′ | Estadio Rommel Fernández, Panama-Stadt Zuschauer: 10.000 Schiedsrichter: Joel Aguilar (El Salvador) |

|                             |     | Elfmeterschießen                   |  |
| Pérez G. Torres Gómez Baloy | 2:4 | Borges Núñez Ureña Marshall Miller |  |

### Spiel um Platz 3
| 23. Januar 2011 | El Salvador | 0:0 | Panama | Estadio Rommel Fernández, Panama-Stadt Zuschauer: 2.000 Schiedsrichter: José Pineda (Honduras) |
| 23. Januar 2011 | Report      |     |        | Estadio Rommel Fernández, Panama-Stadt Zuschauer: 2.000 Schiedsrichter: José Pineda (Honduras) |

|                                         |     | Elfmeterschießen                    |  |
| Álvarez J. Alas Blanco Portillo D. Alas | 4:5 | Brown Torres Bonaga Davis Henríquez |  |

### Finale
| 23. Januar 2011 | Honduras                       | 2:1    | Costa Rica | Estadio Rommel Fernández, Panama-Stadt Zuschauer: 2.000 Schiedsrichter: Walter López (Guatemala) |
| 23. Januar 2011 | W. Martínez 8′ E. Martínez 53′ | Report | Ureña 73′  | Estadio Rommel Fernández, Panama-Stadt Zuschauer: 2.000 Schiedsrichter: Walter López (Guatemala) |